# Palotal (paroisse civile)
Pour les articles homonymes, voir Palotal.
Palotal est l'une des quatre paroisses civiles de la municipalité de Bolívar dans l'État de Táchira au Venezuela. Sa capitale est Palotal